# 達羅 (路易斯安那州)
達羅（英語：Darrow）是位於美國路易斯安那州阿森松堂區的一個普查規定居民點。

## 地理
達羅所處的海拔為高於海平面6米（即20英呎），而該地所採用的時區為UTC-6，即北美中部時區（CST）。同時該地設有夏令時間，為UTC-6調快一小時，即UTC-5（CDT）。